# Djaczenkowo
Djaczenkowo (ros. Дьяченково) – wieś w Rosji, w obwodzie woroneskim, w rejonie boguczarskim. W 2010 liczyła 2288 mieszkańców.